# Ermita de San José (Salsadella)
La ermita de San José de Salsadella, en la comarca del Bajo Maestrazgo, es un lugar de culto católico catalogado, de manera genérica, Bien de Relevancia Local según la Disposición Adicional Quinta de la Ley 5/2007, de 9 de febrero, de la Generalitat, de modificación de la Ley 4/1998, de 11 de junio, del Patrimonio Cultural Valenciano (DOCV Núm. 5.449 / 13/02/2007); con el código: 12.03.098-003.
Se la localiza en el conocido como Paraje Bolavar, en la parte más elevada de la sierra de su nombre, a 635 m de altitud y prácticamente sobre la raya divisoria con el término de Santa Magdalena de Polpis.

## Historia
Se sabe, por documentación existente, de la existencia de este lugar de culto desde el siglo XIV. Primeramente la ermita estaba dedicada a San Cristóbal, pero en 1670 se cambió su advocación a la de San José, posiblemente por la presencia de franciscanos en la zona, los cuales promovían devoción al patriarca.
Sufrió graves desperfectos durante la guerra civil (perdiéndose prácticamente todas las piezas de valor, salvo la imagen del santo que todavía hoy es la original gracias a haber sido protegida dentro de una cueva durante la guerra), por lo que, pese haber sido restaurada en 1921, tuvo que volverse a intervenir en el edificio. Actualmente se conserva en un perfecto estado, ya que se realiza su oportuno mantenimiento y existe una continuidad en el culto.

## Descripción
Es un pequeño y sencillo edificio (de planta rectangular de 8 m de profundidad por 5 m de anchura) de paredes, de fábrica de masonería, encaladas, esquinas reforzadas con sillares y cubierta exterior a dos aguas. Su construcción se llevó a cabo en una zona que se nivela cimentándose en las rocas de la cima. En el lateral izquierdo, formando ángulo recto con la fachada, se eleva una dependencia que permite resguardarse de las inclemencias del tiempo.
Mientras, en el lado derecho se puede acceder a la parte trasera del templo, utilizando una escalera labrada en la roca. El acceso se hace por una puerta de forja y cristal, que se ubica al final de unas gradas y se enmarca en un arco de medio punto, con dovelas irregulares y sobre ellas una aspillera. La fachada se remata en hastial, que se utiliza, a modo de espadaña una construcción metálica donde se alberga la única campana que la ermita dispone.
Interiormente la ermita presenta dos crujías, decoradas con zócalo cerámico en las paredes. La cubierta interior es en forma de bóveda de cañón.

## Festividad
La fiesta se celebra el segundo día de Pascua de Resurrección, y consiste en un romería a la ermita (que lleva organizándose desde 1738), Misa solemne, canto de los gozos, comida, música, baile, entre otros actos.